# Bothrosternus truncatus
Bothrosternus truncatus is een keversoort uit de familie snuitkevers (Curculionidae). De wetenschappelijke naam van de soort werd in 1868 gepubliceerd door Wilhelm Joseph Eichoff.